# Märta Rockström-Lindh
Märta Valborg Rockström-Lindh, född 15 december 1904 i Norberg, död 5 november  1996 i Arvika, var en svensk ciselör och skulptör.
Hon var dotter till disponenten Axel Leonard Rockström och Ida Elina Pettersson och från  1935 gift med ciselören Alf Lindh (systerson till Kopparlisa). Rockström-Lindh utbildade sig till ciselör för Lisa Andersson-Morell. Hon var en av medlemmarna i föreningen Arvika konsthantverk. Bland hennes offentliga arbeten märks Springbrunnen vid Tingshuset i Arvika. Rockström-Lindh finns representerad vid Nationalmuseum i Stockholm.